# Теорема Дирихле о рядах Фурье
Теорема Дирихле о разложении периодической функции в ряд Фурье.

### Формулировка[1]
Пусть f(x) — периодическая функция с периодом 2 π, пусть на интервале от -π до π функция f(x) имеет конечное количество точек строгого экстремума и может иметь конечное количество точек разрыва, причем только первого рода, тогда такая функция разлагается в ряд Фурье:
{\displaystyle {\frac {(f(x-0)+f(x+0))}{2}}={\frac {a_{0}}{2}}+\sum (a_{n}\cdot \cos(nx)+b_{n}\cdot \sin(nx))}
где a0, an, bn — коэффициенты Фурье:
{\displaystyle a_{0}={\frac {1}{\pi }}\int \limits _{-\pi }^{\pi }f\left(x\right)dx,}
{\displaystyle a_{n}={\frac {1}{\pi }}\int \limits _{-\pi }^{\pi }f\left(x\right)\cos(nx)dx,}
{\displaystyle b_{n}={\frac {1}{\pi }}\int \limits _{-\pi }^{\pi }f\left(x\right)\sin(nx)dx,}
f(x-0) и f(x+0) — левосторонний и правосторонний пределы функции f в точке x.

### Замечание
Если x — точка непрерывности функции f(x), то
{\displaystyle f(x-0)=f(x+0)\Rightarrow {\frac {f(x-0)+f(x+0)}{2}}=f(x).}
То есть в точках непрерывности ряд Фурье сходится к значению этих точек, а в точках разрыва к среднему арифметическому между левосторонним и правосторонним пределами.